# Clásica Jaén Paraíso Interior 2025
La 4.ª edición de la clásica ciclista Clásica Jaén Paraíso Interior fue una carrera en España celebrada el 17 de febrero de 2025 con inicio y final en la ciudad de Úbeda sobre un recorrido de 169,2 kilómetros.
La carrera formó parte del UCI Europe Tour 2025, calendario ciclístico de los Circuitos Continentales UCI, dentro de la categoría 1.1. El vencedor fue el polaco Michał Kwiatkowski del INEOS Grenadiers, quien estuvo acompañado en el podio por el mexicano Isaac Del Toro del UAE Emirates XRG y el español Ibon Ruiz del Kern Pharma, segundo y tercer clasificado respectivamente.

## Equipos participantes
Tomaron parte en la carrera 13 equipos: 5 de categoría UCI WorldTeam, 6 de categoría UCI ProTeam, 1 de categoría Continental y la selección nacional de España. Formaron así un pelotón de 90 ciclistas de los que acabaron 68. Los equipos participantes fueron:
| WorldTeams (5)- Movistar Team - Ineos Grenadiers - UAE Team Emirates XRG - Team Visma \| Lease a Bike - Decathlon AG2R La Mondiale Team ProTeams (6)- Burgos-Burpellet-BH - Caja Rural-Seguros RGA - Euskaltel-Euskadi - Team Flanders-Baloise - Q36.5 Pro Cycling Team - Equipo Kern Pharma Equipo continental- Illes Balears Arabay Equipo nacional- España |
| |

## Clasificación final
- La clasificación finalizó de la siguiente forma:[4]

| \| Clasificación general \| Clasificación general \| Clasificación general \| Clasificación general \| Clasificación general \| \| Ciclista \| Ciclista \| Equipo \| Tiempo \| \| \| --------------------- \| --------------------- \| -------------------------- \| --------------------- \| --------------------- \| \| 1.º \| Michał Kwiatkowski \| Ineos Grenadiers \| 4 h 00 min 25 s \| \| \| 2.º \| Isaac Del Toro \| UAE Team Emirates XRG \| + 31 s \| \| \| 3.º \| Ibon Ruiz \| Equipo Kern Pharma \| + 46 s \| \| \| 4.º \| Jordan Labrosse \| Decathlon-AG2R La Mondiale \| + 1 min 53 s \| \| \| 5.º \| Axel Laurance \| Ineos Grenadiers \| + 1 min 53 s \| \| \| 6.º \| Eric Fagúndez \| Burgos-Burpellet-BH \| + 1 min 57 s \| \| \| 7.º \| Clément Berthet \| Decathlon-AG2R La Mondiale \| + 1 min 57 s \| \| \| 8.º \| Carlos Canal \| Movistar Team \| + 1 min 57 s \| \| \| 9.º \| Ben Tulett \| Team Visma \\| Lease a Bike \| + 1 min 59 s \| \| \| 10.º \| Tim Wellens \| UAE Team Emirates XRG \| + 2 min 00 s \| \| |                    |                            |                 |
| |                    |                            |                 |
| Fuente: ProCyclingStats |                    |                            |                 |
| Clasificación general |                    |                            |                 |
| Ciclista | Ciclista           | Equipo                     | Tiempo          |
| 1.º | Michał Kwiatkowski | Ineos Grenadiers           | 4 h 00 min 25 s |
| 2.º | Isaac Del Toro     | UAE Team Emirates XRG      | + 31 s          |
| 3.º | Ibon Ruiz          | Equipo Kern Pharma         | + 46 s          |
| 4.º | Jordan Labrosse    | Decathlon-AG2R La Mondiale | + 1 min 53 s    |
| 5.º | Axel Laurance      | Ineos Grenadiers           | + 1 min 53 s    |
| 6.º | Eric Fagúndez      | Burgos-Burpellet-BH        | + 1 min 57 s    |
| 7.º | Clément Berthet    | Decathlon-AG2R La Mondiale | + 1 min 57 s    |
| 8.º | Carlos Canal       | Movistar Team              | + 1 min 57 s    |
| 9.º | Ben Tulett         | Team Visma \| Lease a Bike | + 1 min 59 s    |
| 10.º | Tim Wellens        | UAE Team Emirates XRG      | + 2 min 00 s    |

## Ciclistas participantes y posiciones finales
Convenciones:
- AB-N: Abandono en la etapa "N"
- FLT-N: Retiro por llegada fuera del límite de tiempo en la etapa "N"
- NTS-N: No tomó la salida para la etapa "N"
- DES-N: Descalificado o expulsado en la etapa "N"

## UCI World Ranking
La Clásica de Jaén Paraíso Interior otorgó puntos para el UCI World Ranking para corredores de los equipos en las categorías UCI WorldTeam, UCI ProTeam y Continental. Las siguientes tablas son el baremo de puntuación y los diez corredores que obtuvieron más puntos:
| Posición              | 1.º | 2.º | 3.º | 4.º | 5.º | 6.º | 7.º | 8.º | 9.º | 10.º | 11.º | 12.º | 13.º-15.º | 16.º-25.º |
| Clasificación general | 125 | 85  | 70  | 60  | 50  | 40  | 35  | 30  | 25  | 20   | 15   | 10   | 5         | 3         |

| Clasificación |                    |                            |        |
| Posición      | Ciclista           | Equipo                     | Puntos |
| ------------- | ------------------ | -------------------------- | ------ |
| 1.º           | Michał Kwiatkowski | INEOS Grenadiers           | 125    |
| 2.º           | Isaac Del Toro     | UAE Emirates XRG           | 85     |
| 3.º           | Ibon Ruiz          | Kern Pharma                | 70     |
| 4.º           | Jordan Labrosse    | Decathlon AG2R La Mondiale | 60     |
| 5.º           | Axel Laurance      | INEOS Grenadiers           | 50     |
| 6.º           | Eric Fagúndez      | Burgos Burpellet BH        | 40     |
| 7.º           | Clément Berthet    | Decathlon AG2R La Mondiale | 35     |
| 8.º           | Carlos Canal       | Movistar                   | 30     |
| 9.º           | Ben Tulett         | Visma \| Lease a Bike      | 25     |
| 10.º          | Tim Wellens        | UAE Emirates XRG           | 20     |